# Дружинино
Дружи́нино (рос. Дружинино) — селище міського типу у складі Нижньосергинського району Свердловської області. Адміністративний центр Дружининського міського поселення.
Населення — 3793 особи (2010, 2945 у 2002).